# Juan Giménez
Juan Antonio Giménez López (26. listopadu 1943 Mendoza – 2. dubna 2020 Mendoza) byl argentinský komiksový kreslíř a spisovatel, nejvíce proslul svým detailním technokratickým uměleckým stylem. Mezi jeho nejvýznamnější díla patří komiksová série Kasta Metabaronů, kterou vytvořil spolu s chilským tvůrcem Alejandrem Jodorowskym.
Zemřel 2. dubna 2020 v argentinské Mendoze na komplikace způsobené nemocí covid-19.